# Pleurothallopsis
Pleurothallopsis – rodzaj roślin z rodziny storczykowatych (Orchidaceae). Obejmuje 20 gatunków występujących w Ameryce Południowej i Środkowej w takich krajach jak: Boliwia, Brazylia, Kolumbia, Kostaryka, Ekwador, Gwatemala, Nikaragua, Panama, Peru, Wenezuela.

## Systematyka
Rodzaj sklasyfikowany do podplemienia Pleurothallidinae w plemieniu Epidendreae, podrodzina epidendronowe (Epidendroideae), rodzina storczykowate (Orchidaceae), rząd szparagowce (Asparagales) w obrębie roślin jednoliściennych.
Wykaz gatunków
- Pleurothallopsis alphonsiana L.M.Matthews
- Pleurothallopsis carnosa (Luer & R.Vásquez) Pridgeon & M.W.Chase
- Pleurothallopsis clausa (Luer & R.Escobar) Pridgeon & M.W.Chase
- Pleurothallopsis inaequalis (Luer & R.Escobar) Pridgeon & M.W.Chase
- Pleurothallopsis insons (Luer & R.Escobar) Pridgeon & M.W.Chase
- Pleurothallopsis lehmannii (Luer) Pridgeon & M.W.Chase
- Pleurothallopsis microptera (Schltr.) Pridgeon & M.W.Chase
- Pleurothallopsis monetalis (Luer) Pridgeon & M.W.Chase
- Pleurothallopsis mulderae (Luer) Pridgeon & M.W.Chase
- Pleurothallopsis nemorosa (Barb.Rodr.) Porto & Brade
- Pleurothallopsis niesseniae (Luer) Luer
- Pleurothallopsis norae (Garay & Dunst.) Pridgeon & M.W.Chase
- Pleurothallopsis pandurata (Luer) Pridgeon & M.W.Chase
- Pleurothallopsis powersii (Luer) Pridgeon & M.W.Chase
- Pleurothallopsis reichenbachiana (Endrés ex Rchb.f.) Pridgeon & M.W.Chase
- Pleurothallopsis renziana Kolan., Rykacz. & Szlach.
- Pleurothallopsis rinkei Luer
- Pleurothallopsis striata (Luer & R.Escobar) Pridgeon & M.W.Chase
- Pleurothallopsis tubulosa (Lindl.) Pridgeon & M.W.Chase
- Pleurothallopsis ujarensis (Rchb.f.) Pridgeon & M.W.Chase